# 小堀正博
小堀 正博（こぼり まさひろ、1988年〈昭和63年〉6月19日 - ）は、日本の俳優。所属事務所は舞夢プロ。身長172cm。兵庫県在住。

## 来歴
アメリカ合衆国ワシントンD.C.出身。関西学院中学部、関西学院高等部を経て、関西学院大学法学部卒業。 2006年上映の映画「かぞくのひけつ」で役者として本格デビュー、複数のNHK連続テレビ小説への出演を果たす。役者としての活動の傍ら、オンラインでの家庭教師の仕事も並行。
2024年2月後半から体調不良を感じ、同年3月9日にはペンも持てないほどの脱力感に襲われ救急搬送、翌日には呼吸困難に陥り意識不明の重体となる。ギラン・バレー症候群と診断されたが、徐々に回復し7月26日には退院できるまでに回復した。

## 出演

### 映画
- 交渉人 真下正義（2005年5月7日、東宝） - 駅員 役
- かぞくのひけつ（2006年12月2日、シマフィルム） - 村田浩明 役
- 神様のパズル（2008年6月7日、東映） - 生徒 役
- ラブファイト（2008年11月15日、東映） - 佐伯 役
- 僕は友達が少ない（2014年2月1日、東映）
- 太秦ライムライト（2014年6月14日、ティ・ジョイ） - 若き日の香美山清一 役
- 東の狼（2016年、なら国際映画祭実行委員会） - ケンジ 役
- 多十郎殉愛記（2019年4月12日、東映・よしもとクリエイティブ・エージェンシー） - 小林源八郎 役
- 信虎（2021年11月） - 白畑助之丞 役
- Song For The Loser（2023年6月） - 馳 役
- 事実無根（2025年5月10日） - 佐伯直也 役[3]

### テレビ
ドラマ
- ひとりぼっちの君へ（2007年2月16日、MBS） - タカシ 役
- だんだん（2008年9月29日 - 2009年3月28日） - 喫茶店の客 役
- ウェルかめ（2009年11月13日） - パーティーメンバー 役
- カーネーション（2011年10月 - ） - 坂崎ヒカル 役
- 純と愛（2012年10月1日 - ） - 宮本 役
- ごちそうさん（2013年9月30日 - ） - 若き日の正蔵 役
- マッサン（2014年9月29日 - ） - 青山 役
- べっぴんさん（2016年11月23日 - ） - 秋山 役
- まんぷく（2018年12月22日 - ） - 加瀬沢博 役
- おちょやん（2021年） - 小竹英一 役
- 舞いあがれ!（2023年3月8日 - ） - 瀧本慶 役[4]
- 浪花の華〜緒方洪庵事件帳〜（2009年1月10日 - 3月7日、NHK総合） - 塾生 役
- おちゃべり（2009年3月2日 - 3月27日、MBS・TBS系列） - 柳沢淳平 役
- フェイク 京都美術事件絵巻（2011年1月4日 - 2月8日、NHK総合） - 吉岡健太 役
- 知られざる幕末の志士 山田顕義物語（2012年1月2日、MBS・TBS系列） - 伊藤利助（後の博文）役
- 大奥〜誕生［有功・家光篇］（2012年12月14日、TBS系列） - 部屋子 役
- 女子的生活（2018年1月5日 - 27日、NHK） - リョウタ 役
- 科捜研の女
  - Season19 第3話（2019年5月2日） - 遠藤元也 役
  - Season20 第4話（2020年11月12日） - 織江雄吾 役
  - Season21 第10話（2022年1月20日） ‐ 才賀春樹 役
  - Season22 第3話（2022年11月1日） - 中田晃 役
- 日曜プライム おかしな刑事22（2020年1月19日、テレビ朝日） - 伊藤若冲 役
- DIVER-特殊潜入班- 第4話・最終話（2020年10月13日・20日、関西テレビ・フジテレビ系） - 警視庁刑事 役
- 閻魔堂沙羅の推理奇譚 第3回、第4回（2020年11月14日、21日放送予定、NHK総合） - 三輪洋介 役
- 遺留捜査
  - 第6シリーズ 第8話（2021年3月4日、テレビ朝日） - 岩井太志 役
  - SP11（2023年） - 今野和樹 役
- わたしの一番最悪なともだち（2023年） - 田畑達弘 役

ドキュメンタリー
- 美波21歳、神戸着。〜女優の嘘、ホントの私〜（2008年3月31日、関西テレビ）

### スチール
- 関塾スチールモデル（2005年）
- 金光藤蔭高等学校入学案内パンフレット（2005年 - 2006年）
- 尾崎商事「カンコー学生服」パンフレット（2006年）
- PiTaPa「二人【未来】 篇」ポスター（2010年）
- フェアリー語学院公式ホームページモデル（2022年）

### コマーシャル
- 小林製薬『熱さまシート』（2005年）
- 大阪経済大学〜つながる力。「未来のボク 篇」（2007年）
- 学情『モバ職』（2008年）
- PiTaPa「二人【未来】 篇」（2010年）
- リンナイ『DELICIA』（2010年）
- COOP共済「住まいと家財の保障」「グッドニュース　ジュニア20コース」（2016年）
- Honda「Honda Cars」近畿ブロック（2020年）